# Linguistique textuelle
La linguistique textuelle est une approche théorique issue de la linguistique de l’énonciation (E. Benveniste) qui vise l'étude du texte et l'analyse du discours. En effet, le but de l'analyse de la linguistique textuelle est le texte et non les phrases isolées. Pour des auteurs tels que B. Bommier-Pincemin (1999), sous l'étiquette de linguistique textuelle il faut entendre « [...] les travaux qui ont un double appui, de l'étude de la langue et celle des propriétés des textes » (p.26). D'après L. Lundquist (1980, p.1), la linguistique textuelle s'oppose à la linguistique traditionnelle en ce qu'elle conçoit le texte et non plus la phrase comme l'unité linguistique la plus importante. Pour parvenir à cette affirmation, cette auteure affirme que les êtres humains s'expriment en forme de texte et non pas à partir de phrases isolées. D'autre part, selon Lundquist, il existe certains phénomènes d'ordre linguistique qui ne reçoivent pas d'explication satisfaisante dans le cadre offert par la linguistique traditionnelle. De sa part, J.-M. Adam, l'un des spécialistes francophones dans le domaine de la linguistique textuelle, dit à propos de cette approche théorique :
« Riche de toute une tradition et d’un tel foisonnement de données établies par des disciplines connexes, la linguistique textuelle peut aujourd’hui se définir comme un ensemble théorique assez puissant pour intégrer sans éclectisme une telle tradition et un tel héritage. Savoir hériter, ce sera savoir reformuler des acquis sans confusion et avec assez de modestie pour ne pas prétendre abusivement au changement radical de paradigme » (Adam, 1990, p.9).
D'autre part, Charaudeau et Maingueneau (2002) affirment que la linguistique textuelle, à part d'être émergée dans les années 1960, ne se revendique pas, comme serait le cas avec la grammaire textuelle, de l'épistémologie générativiste. Puisqu'elle ne se présente pas comme une théorie de la phrase étendue au texte, mais comme une translinguistique ; « qui à côté de la linguistique de la langue, rend compte de la cohésion et la cohérence des textes » (p.345).

## Historique
Le terme linguistique textuelle est lié au linguiste roumain E. Coseriu qui l'a utilisé pour la première fois dans un article paru en 1955 dans une revue allemande. À ce propos, Coseriu nous dira, par rapport à la linguistique textuelle, ce qui suit :
« En efecto, existe, y está sólidamente constituida, la lingüística de las lenguas, es decir, del hablar en el nivel histórico. Existe, asimismo, una lingüística del texto, o sea, del hablar en el nivel particular (que es también estudio del «discurso» y del respectivo «saber»). La llamada estilística del habla es, justamente, una lingüística del texto » (Coseriu, 1969, p.289).